# Łagów

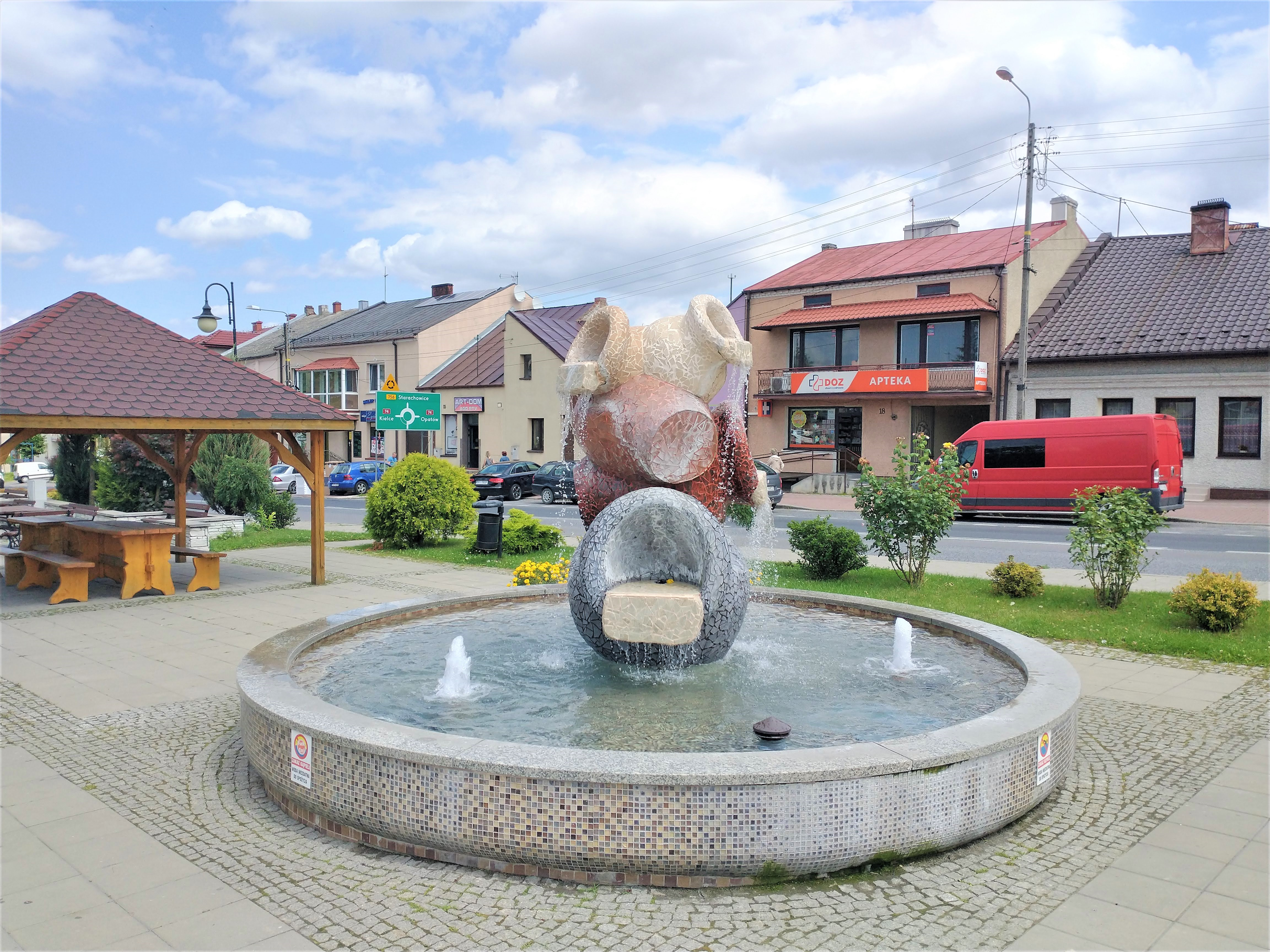
Fragment rynku z fontanną

Łagów – miasto położone w województwie świętokrzyskim, w powiecie kieleckim. Siedziba urzędu gminy Łagów. Status miasta odzyskało z dniem 1 stycznia 2018. 
Był miastem biskupstwa włocławskiego w województwie sandomierskim w ostatniej ćwierci XVI wieku. W latach 1975–1998 Łagów administracyjnie należał do województwa kieleckiego.

## Położenie
Łagów położony jest w Górach Świętokrzyskich, na wschodnim krańcu Padołu Kielecko-Łagowskiego. Na południe od Łagowa rozciąga się Pasmo Orłowińskie. W kierunku północno-zachodnim znajduje się Wał Małacentowski i Pasmo Bielińskie. Miasto przecina rzeka Łagowica.
Z historycznego punktu widzenia Łagów leży w Małopolsce, w ramach której położony jest w dawnej ziemi sandomierskiej.
Przez Łagów przebiega droga krajowa nr 74 z Kielc do Zamościa oraz droga wojewódzka nr 756 ze Starachowic do Stopnicy.

## Historia
Pierwsze wzmianki o Łagowie pojawiły się już w XI wieku. Jak podaje Jan Długosz w swoich kronikach, w 1086 r. Władysław Herman za wstawiennictwem żony Judyty podarował wieś kapitule kujawskiej, która urządziła w niej siedzibę kasztelana (prawdopodobnie istniał tu zamek, ale do dziś nie zachowały się żadne jego ślady. W odległości ok. 2,5 km od Łagowa na południowy wschód we wsi Nowy Staw znajduje się „wzgórze Zamczysko”. To właśnie na tym wzgórzu miała mieścić się dawna lokacja Łagowa. Lokalizacja zamku w tym miejscu jest wielce prawdopodobna, ponieważ wzgórze otoczone jest doliną rzeki, co mogło utrudnić zdobycie zamku). W 1287 podczas III najazdu Mongolskiego miała miejsce Bitwa pod Łagowem. 1375 r. królowa Polski i Węgier Elżbieta wydała w Sandomierzu przywilej zezwalający włodarzowi Łagowa bp. Zbylutowi na zamianę wsi w miasto. Przywilej ten został potwierdzony w 1390 r. przez Władysława Jagiełłę. W 1502 r. miejscowość doszczętnie spalili Tatarzy. W XV wieku miasto stało się znanym ośrodkiem rzemiosła, głównie garncarstwa. Wydobywane były tu rudy żelaza i ołowiu. W 1870 roku Łagów utracił prawa miejskie. 
Przed rokiem 1836 dzierżawcą wójtostwa rządowego w Łagowie był Hilary Koczecki. 
„Przewodnik Gospodarczy” z roku 1938 wymienia funkcjonujące tu instytucje i firmy usługowe:
- Nadleśnictwo „Łagów” z siedzibą w Woli Łagowskiej
- akuszerka – J. Kasz
- apteka – Stanisław Gruszczyński
- sklepy bławatne:
  - Abram Kirszenberg
  - Jankiel Kuperberg
- lekarz – S. Pokrzywa, Rynek 18
- młyn – Wincenty Majewski
- piekarnia – R. Sztajner

Podczas II wojny światowej wieś leżała w strefie przyfrontowej przyczółka baranowsko-sandomierskiego, ulegając tym samym znacznym zniszczeniom. Działający w rejonie Łagowa oddział Batalionów Chłopskich dowodzony przez Eugeniusza Fafarę wspólnie z żołnierzami Armii Czerwonej uczestniczył w zwycięskim boju przeciw Niemcom stacjonujacym w Starym Nieskurzowie. 

## Zabytki i atrakcje turystyczne
- Kościół parafialny, jednonawowy, orientowany, z XV w. prezbiterium i XVI w. nawą. Wybudowane w latach 1581–1600 późnogotyckie portale i gwiaździste sklepienie, pochodzące z XVII i XVIII w. kaplice tworzące rodzaj naw bocznych.
- Wąwóz Dule, światowej sławy odkrywka czarnych wapieni głowonogowych, bogatych w dewońskie (fameńskie) skamieniałości goniatytów i klymenii[9].
- Jaskinia „Zbójecka”, długości ok. 160 m, typowo „jurajska”, w rodzaju Piętrowej Szczeliny. Wzmiankowana w publikacjach geograficznych z końca XIX i początków XX wieku, zazwyczaj pod nazwą Jaskinia Łagowska. Miejscowe podania wiążą jaskinię z mieszkającymi w niej dawniej zbójcami. Wewnątrz jaskini występują m.in. rzadko spotykany w Polsce pająk – Porrhomma egeria, chrząszcz – Cholera agili i owad bezskrzydły – Arrhopal ites pymagenes, a także trzy gatunki nietoperzy: nocek rudy, nocek duży i podkowiec mały.
- Teren dawnego kirkutu – topolowy zagajnik przy drodze do Zarębów pozbawiony jakichkolwiek śladów świadczących o grzebalnym charakterze miejsca.

### Rejestr zabytków
Do rejestru zabytków nieruchomych wpisane zostały obiekty:
- założenie urbanistyczne – śródmieście Łagowa (nr rej.: A.495 z 1.12.1956),
- kościół parafialny pw. św. Michała Archanioła z końca XV w. i XVI w. (nr rej.: A.406 z 16.10.1956 i z 21.06.1967),
- cmentarz parafialny i kaplica z I połowy XIX w. (nr rej.: A.407/1-2 z 16.09.1972 i z 2.06.1992),
- dom, Rynek 45, z 1890 r. (nr rej.: A.842 z 28.09.1979).

## Turystyka
Łagów jest punktem początkowym  niebieskiego szlaku turystycznego prowadzącego do Chęcin,  zielonego szlaku turystycznego prowadzącego do Nowej Słupi oraz  zielonego szlaku rowerowego prowadzącego przez tereny wokół wsi.

## Sport
W miejscowości działa klub piłki nożnej ŁKS Łagów, założony w 1979 roku. Zdobywca Regionalnego Pucharu Polski w sezonie 2021/2022. W latach 2020–2023 występował w rozgrywkach III ligi, grupy IV. 19 stycznia 2023, po rundzie jesiennej sezonu 2022/2023, którą zakończył jako lider, wycofał się z rozgrywek, co skutkowało przeniesieniem klubu z pierwszego na ostatnie miejsce w tabeli. W sierpniu 2023 wrócił do rozgrywek piłkarskich, już pod nazwą ŁKS Górnik Łagów,  przystępując do gry w klasie okręgowej, gr. świętokrzyskiej, w której zajął drugie miejsce i awansował do IV ligi.

## Wójtowie Łagowa
- Wiesław Gałka (1990-1994)
- Henryk Stróżecki (1994-2002)
- Stefan Bąk (2002-2010)
- Małgorzata Orłowska-Masternak (2010-2014)
- Paweł Marwicki (2014-2018)

## Burmistrzowie Łagowa
- Paweł Marwicki (2018-2024)
- Sławomir Miechowicz (od 2024)